# Volta a les Illes Fèroe
La Volta a les Illes Fèroe (Kring Føroyar en feroès) és una cursa ciclista per etapes que s'organitza a les illes Fèroe. La cursa es disputa en les modalitats masculina, femenina i júnior en una sessió de pròleg i quatre o cinc etapes, la distància de les quals varia depenent de la categoria. Se celebra el mes de juliol just abans de l'Ólavsøka (la festa nacional de l'arxipèlag), tot i que alguns anys s'ha disputat en altres dates, com és el cas de l'edició del 2019 que es va fer al mes d'agost.

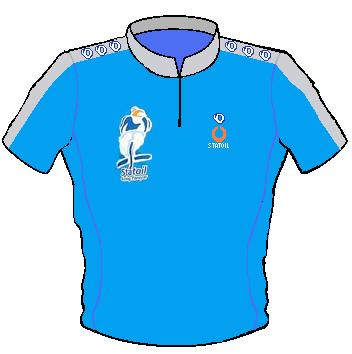
Mallot del líder de la classificació en l'edició de 2006.

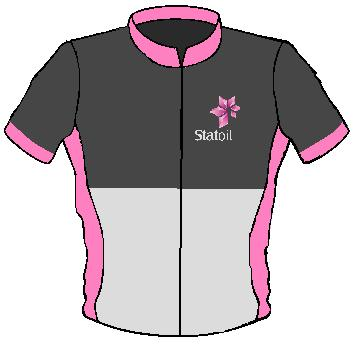
Mallot del líder de la classificació en l'edició de 2010.

Tot i que la Kring Føroyar es va disputar ja el 1996, la primera edició oficial va ser el 1997. Als inicis, per qüestió de patrocini, la prova es deia Statoil Kring Føroyar, i quan la companyia Statoil va canviar de nom a Effo es va passar a dir Effo Kring Føroyar. El 2015 es va canviar de patrocinador per Volvo, i des de llavors la cursa porta el nom de Volvo Kring Føroyar.
La Volta ciclista a les Illes Fèroe sempre acaba a Tórshavn, la capital de l'arxipèlag. Fins al 2019 Torkil Veyhe és el ciclista que més títols ha guanyar, 6 en total (2009, 2010, 2012, 2014, 2015 i 2017).

## Palmarès
A continuació es mostren els resultats de totes les edicions celebrades de la Kring Føroyar en la modalitat masculina.
| Edició | Guanyador               | Segon                | Tercer                |
| ------ | ----------------------- | -------------------- | --------------------- |
| 1997   | Bogi Kristiansen        | Rógvi Johansen       | Gunnar Dahl-Olsen     |
| 1998   | Bogi Kristiansen        | Gunnar Dahl-Olsen    | Sverri M. Edvinsson   |
| 1999   | Rógvi Johansen          | Bogi Kristiansen     | Keld Petersen         |
| 2000   | Rógvi Johansen          | Jørgen Andersen      | Gunnar Dahl-Olsen     |
| 2001   | Bogi Kristiansen        | Anders Michaelsen    | Gunnar Dahl-Olsen     |
| 2002   | Karsten Ellerup         | Anders Rasmussen     | Leon Vibholm          |
| 2003   | Thomas Japp Hansen      | Ivan Kristensen      | Gunnar Dahl-Olsen     |
| 2004   | Niels Jakob Thomsen     | Gunnar Dahl-Olsen    | Niels Bay Petersen    |
| 2005   | Hafsteinn Ægir Geirsson | Gunnar Dahl-Olsen    | Bogi Kristiansen      |
| 2006   | Hafsteinn Ægir Geirsson | Gunnar Dahl-Olsen    | Kári Brynjólfsson     |
| 2007   | Hafsteinn Ægir Geirsson | Torkil Veyhe         | Davíð Þór Sigurðsson  |
| 2008   | Hafsteinn Ægir Geirsson | Torkil Veyhe         | Guðmundur Joensen     |
| 2009   | Torkil Veyhe            | Guðmundur Joensen    | Árni Már Jónsson      |
| 2010   | Torkil Veyhe            | Kristian Gosvig      | Guðmundur Joensen     |
| 2011   | Kristian Gosvig         | Guðmundur Joensen    | Gunnar Dahl-Olsen     |
| 2012   | Torkil Veyhe            | Guðmundur Joensen    | Gunnar Dahl-Olsen     |
| 2013   | Cancel·lada             | Cancel·lada          | Cancel·lada           |
| 2014   | Torkil Veyhe            | Helgi Winther Olsen  | Bjarke Vodder Nielsen |
| 2015   | Torkil Veyhe            | Guðmundur Joensen    | Bjarke Vodder Nielsen |
| 2016   | Cancel·lada             | Cancel·lada          | Cancel·lada           |
| 2017   | Torkil Veyhe            | Jan Hjaltalin Olsen  | Andrew Macleod        |
| 2018   | Helgi Winther Olsen     | Dávur Magnussen      | Gunnar Dahl-Olsen     |
| 2019   | Cancel·lada             | Cancel·lada          | Cancel·lada           |
| 2020   | Helgi Winther Olsen     | Jákup Petur Eliassen | Hilmar Hansen         |
| 2021   | Helgi Winther Olsen     | Jákup Petur Eliassen | Hilmar Hansen         |
| 2022   | Jákup Petur Eliassen    | Hilmar Hansen        | Gunnar Dahl-Olsen     |
| 2023   | Jákup Petur Eliassen    | Hilmar Hansen        | Andrass Joensen       |